# Partisanenlazarett Jesen

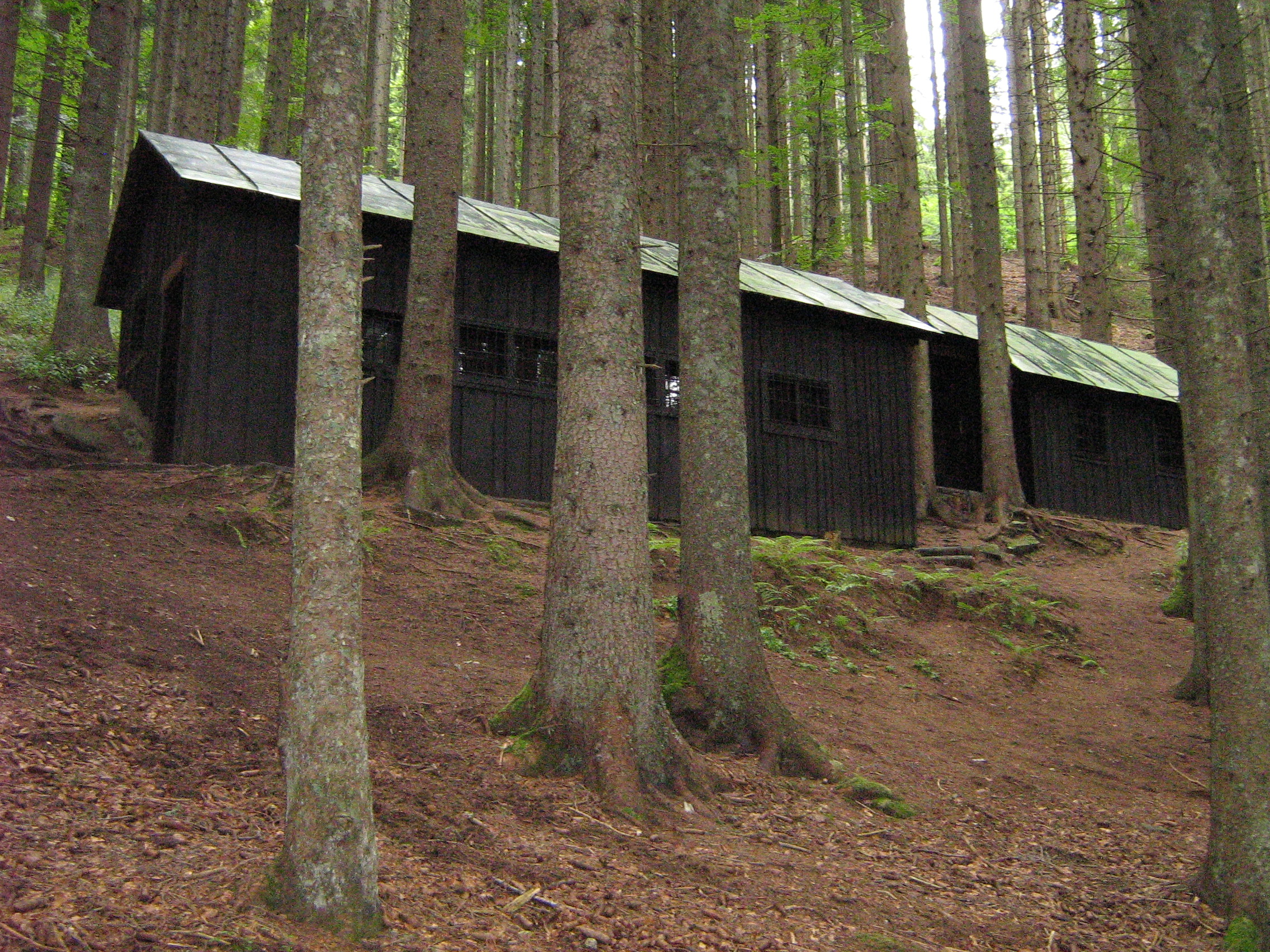
Partisanenlazarett Jesen

Das Partisanenlazarett Jesen war während des Zweiten Weltkriegs ein geheimes Partisanenkrankenhaus im Pohorje-Gebirge auf dem Gebiet der heutigen Gemeinde Slovenska Bistrica südwestlich von Maribor in Slowenien. Es diente von 1944 bis zum Kriegsende 1945 der Versorgung von verwundeten jugoslawischen Partisanen.

## Geschichte
Das Lazarett wurde im Herbst 1944 erbaut – daher der Name: Jesen (slowenisch für Herbst). Es existierte bis zum Ende des Zweiten Weltkriegs. Es wurde von den deutschen Besatzungstruppen nie entdeckt. Ende Mai 1945 wurden die Patienten in das Militärkrankenhaus Maribor verlegt.
Nach dem Rückzug der Partisanen begannen die Hütten zu verfallen, bis sie 1961 vollständig restauriert wurden. Die Hütten wurden auf neuen Betonfundamenten errichtet und das Dach mit einem haltbareren Metallblech gedeckt. Ende des 20. Jahrhunderts wurde es in einen Museumskomplex umgewandelt.

## Beschreibung
Das Partisanenlazarett Jesen ist die einzige erhaltene Einrichtung ihrer Art im östlichen Teil des Pohorje (Bachergebirges).  Auf einer Höhe von 1035 m existiert in einem Waldgebiet eine Gruppe von Holzhütten, in denen Kriegsverletzte (Partisanen) versorgt wurden. Der Komplex besteht aus einer Hütte für das Krankenhauspersonal von 4 × 3,15 m, einem Desinfektionsraum von 3,14 × 2,4 m, einer Hütte für Verwundete von 8 × 3 m, einschließlich einer Krankenstation von 6 m², einer Küche von 4,3 × 3,2 m, zwei Holztoiletten, einem kleinen Unterstand für Lebensmittel und einem Unterstand zur Evakuierung der Verwundeten. Die Gebäude sind verschlossen, Besucher können jedoch in einem nahegelegenen Bauernhof einen Schlüssel zur Innenbesichtigung erhalten. Im Inneren sind medizinische Geräte, eine Patientenliste, eine Karte, einige Möbel und eine Kopie des Operationstisches erhalten. Seit März 2013 ist die Anlage im slowenischen Kulturerberegister als lokales Kulturdenkmal eingetragen.